# Chaetostoma yurubiense
Chaetostoma yurubiense är en fiskart som beskrevs av Patrick A. Ceas och Page, 1996. Chaetostoma yurubiense ingår i släktet Chaetostoma och familjen Loricariidae. Inga underarter finns listade i Catalogue of Life.